# دارا و ندار (فیلم)
دارا و ندار فیلمی به کارگردانی و نویسندگی فریدون حسن پور و تهیه‌کنندگی تقی علیقلی‌زاده محصول سال ۱۳۷۸ است.

## بازیگران
- اکبر عبدی
- احمد آقالو
- محمود بصیری
- سروش خلیلی
- اکبر دودکار
- فاطمه صادقی
- مهرداد نظری
- افشین سنگ‌چاپ
- شعبان رنگینوند
- تورج فرامرزیان
- هنگامه خشندیش
- علی عارف‌زاده
- سهیل پیغمبری
- امیر نوری
- پیمان هژبری
- سبحان باقرزاده
- امیر شکوهی
- میثم راثی
- سیما خضرآبادی
- ایمان غفوری
- علیرضا ارجستانی
- سحر یوسف‌خان
- محمود جعفری
- بهنام خشنان
- محمدامین ذاکرزاده
- امیر قاضی‌پور
- حدیث ارجستانی
- سعید طبیب
- یاشار عشقی
- رامین بروعلی
- مهتاب حسن‌پور
- مهناز رضازاده
- ابوالقاسم رضایی
- مهدی‌علی اصغری
- شمسی شمس‌الدینی
- محسن عطاران
- شمس‌الله ترک
- آرش نوذری
- جواهر سلطان شمس‌آبادی
- سید عباس موسوی
- احمد موبران
- مهرداد نوایان قاسمی
- احمد بکایی
- حسن زکی‌خانی